# The Sunshine Underground
The Sunshine Underground is een Britse indierockband met ook invloeden uit de funk en new wave. De band ontstond in het Engelse Leeds.
Het debuut van de band was het Album Raise the Alarm, uitgebracht in 2006.

## Geschiedenis
De band is vernoemd naar het gelijknamige nummer van The Chemical Brothers. De bandleden ontmoetten elkaar op New College in Telford, waar zij studeerden. Later verhuisden de leden naar Leeds, waar zij zich verdiepten in hun muziek.
Na het opnemen van hun Demo van "My Army" ging de band op tour door Leeds en London. Ook heeft de band een tournee gemaakt met de electroband LCD Soundsystem.
Begin 2006 brachten zij hun debuutalbum Raise the Alarm uit, waarna ze een tournee langs de Europese festivals maakten.
In 2007 stonden zij ook nog op het Glastonbury Festival en op T in the Park.
Op 3 november 2009 bracht de band een EP uit genaamd 'Everything, Right Now', hierop volgde in februari 2010 hun tweede album Nobody's Coming To Save You.

## Discografie

### Albums
- 2006 - Raise the Alarm
- 2010 - Nobody's Coming To Save You

### Singles
| Jaar | Nummer                         |
| ---- | ------------------------------ |
| 2005 | Put You in Your Place          |
| 2006 | Commercial Breakdown           |
| 2006 | What You Like                  |
| 2006 | I Ain't Losing Any Sleep       |
| 2006 | Put You in Your Place          |
| 2006 | Commercial Breakdown           |
| 2007 | Borders                        |
| 2010 | In Your Arms                   |
| 2010 | Coming to Save You             |
| 2010 | We've Always Been Your Friends |
| 2010 | Spell It Out                   |